# Panoias e Conceição
Panoias e Conceição (oficialmente, União de Freguesias de Panoias e Conceição) é uma freguesia portuguesa do município de Ourique, com 143,53 km² de área e e 488 habitantes (censo de 2021). A sua densidade populacional é 3,4 hab./km².

## História
Foi criada aquando da reorganização administrativa de 2012/2013,  resultando da agregação das antigas freguesias de Panoias e Conceição.

## Demografia
A população registada nos censos foi:
| Ano  | 0-14 Anos | 15-24 Anos | 25-64 Anos | > 65 Anos |
| 2001 | 80        | 78         | 354        | 263       |
| 2011 | 53        | 48         | 272        | 209       |
| 2021 | 43        | 47         | 217        | 181       |

À data da junção das freguesias, a população registada no censo anterior foi:
| Freguesia atual                             | Freguesia atual  | Freguesia atual | Freguesias antigas | Freguesias antigas | Freguesias antigas |
| Freguesia                                   | População (2011) | Área (km²)      | Freguesia          | População (2011)   | Área (km²)         |
| ------------------------------------------- | ---------------- | --------------- | ------------------ | ------------------ | ------------------ |
| União das Freguesias de Panoias e Conceição | 582              | 143,53          | Panoias            | 496                | 110,35             |
| União das Freguesias de Panoias e Conceição | 582              | 143,53          | Conceição          | 86                 | 32,05              |